# Plant Pathology
Plant Pathology – międzynarodowe, recenzowane czasopismo naukowe publikujące w dziedzinie fitopatologii.
Właścicielem i wydawcą pisma jest British Society for Plant Pathology. Obejmuje ono tematyką choroby roślin wywoływane przez fitoplazmy, wirusy, bakterie, grzyby i nicienie w aspekcie fizjologicznym, genetycznym, epidemiologicznym, molekularnym, biochemicznym, ekologicznym i ekonomicznym. Publikowane są tu oryginalne artykuły naukowe i artykuły przeglądowe z całego świata.
W 2014 impact factor pisma wynosił 2,969, a w 2015 osiągnęło 2,121. W 2014 zajęło 17 miejsce w rankingu ISI Journal Citation Reports w dziedzinie agronomii i 63 w dziedzinie nauk o roślinach.